# Doliops conspersa
Doliops conspersa là một loài bọ cánh cứng trong họ Cerambycidae.